# Violet McGraw
Violet Elizabeth McGraw, född 22 april 2011 i Kalifornien, är en amerikansk barnskådespelare.
McGraw har bland annat medverkat i filmen Black Widow från 2021. År 2022 spelade hon en av huvudrollerna i filmerna I Believe in Santa, Ett Julmysterium samt skräckfilmen M3GAN där hon spelade Cady. En roll som hon kommer att återupprepa i kommande filmen M3GAN 2.0 med planeradpremiär 2025.

## Filmografi (i urval)
- 2018 – Ready Player One
- 2018 – The Haunting of Hill House (TV-serie)
- 2019 – Jett (TV-serie)
- 2021 – Black Widow
- 2022 – Ett Julmysterium
- 2022 – I Believe in Santa
- 2023 – M3GAN
- 2024 – The Life of Chuck
- 2025 – M3GAN 2.0